# Арбицион
Флавий Арбицион също Арбецион (на латински: Flavius Arbitio; Arbetio) е политик и magister militum на Римската империя през 4 век.

## Биография
Започва като обикновен войник при Константин I Велики. След това става дук и най-влиятелният римски военачалник (magister militum) на император Констанций II (337 – 361). През 355 г. той е консул заедно с Егнаций Лолиан. През 355 г. се бие на Боденското езеро против алеманите. При новия император Юлиан Апостат остава на поста си и е негов съдия.